# 帕尔加尔
帕尔加尔（Palghar），原是印度马哈拉施特拉邦塔納縣的一个城镇，2014年成为独立的帕尔加尔县的县城。总人口52699（2001年）。

## 人口
该地2001年总人口52699人，其中男性28639人，女性24060人；0—6岁人口6660人，其中男3573人，女3087人；识字率72.57%，其中男性为77.53%，女性为66.66%。